# Галліку
Га́лліку (ест. Halliku küla) — село в Естонії, у волості Сааре повіту Йиґевамаа.

## Населення
Чисельність населення на 31 грудня 2011 року становила 48 осіб.

## Географія
Село розташоване на відстані приблизно 5 км на схід від Кяепи, волосного центру.
Через село проходить автошлях 106 (Ранна — Кяепа).